# بكتيريا زرقاء (طائفة)
البكتيريا الزرقاء (الاسم العلمي: Cyanophyceae) هي طائفة من البكتيريا تتبع شعبة البكتيريا الزرقاء من فوق شعبة البكتيريا الأرضية.

## التصنيف
- النوستكانيات
  - النوستكيات
    - النوستكية
- أشباه المتعاقبات الحبيبية
  - متعاقبيات حبيبية
    - متعاقبات حبيبية